# Jean Gilbert des Aubineaux
Jean Gilbert des Aubineaux est un homme politique français né le 28 octobre 1753 à Bordeaux (Gironde) et mort le 22 juillet 1819 à Jonzac (Charente-Maritime).

## Biographie
Fils de Jean Bertrand Gilbert des Aubineaux, avocat à la Cour, trésorier de France au bureau des finances de la généralité de Bordeaux, juge royal du Vitrezay, sénéchal de Mirambeau, de Saint-Ciers-la-Lande et de Boisredon, propriétaire du château Lussan (Pleine-Selve), et d'Anne Ferrère, il est propriétaire aux Grois quand il est élu, le 1er septembre 1791, député de la Charente-Inférieure à l'Assemblée législative.
Le 17 octobre 1795, il obtient son élection en tant que juge au tribunal civil de la Charente-Inférieure, puis, le 8 juin 1800, il est nommé membre du conseil général de la Charente-Inférieure, dont il fait partie jusqu'au 1807.
Juge de paix de Mirambeau en 1808, il occupe ce poste jusqu'à sa mort, ayant refusé les fonctions de conseiller à la cour d'appel de Poitiers auxquelles il avait été appelé le 19 mai 1811. 
Il meurt d'une attaque d'apoplexie.

## Sources
- « Jean Gilbert des Aubineaux », dans Adolphe Robert et Gaston Cougny, Dictionnaire des parlementaires français, Edgar Bourloton, 1889-1891 [détail de l’édition]